# Nora Markard

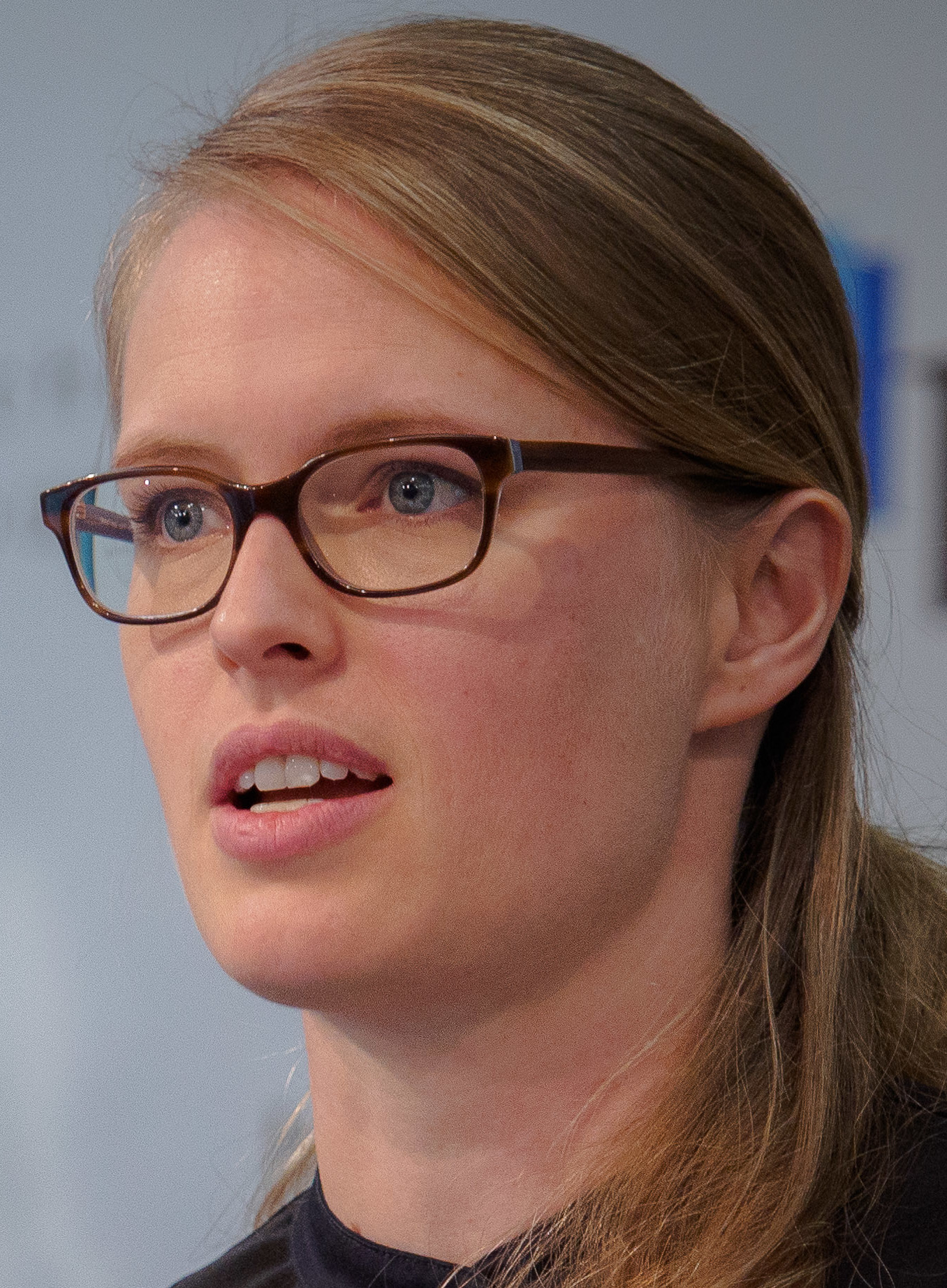
Nora Markard, 2015

Nora Markard (* 1978) ist eine deutsche Juristin, die auf den Gebieten des Völkerrechts, Verfassungsrechts und der Legal Gender Studies arbeitet. Sie bekleidet seit Januar 2020 den Lehrstuhl für Internationales Öffentliches Recht und Internationalen Menschenrechtsschutz an der Universität Münster. Zudem ist Markard Mitglied im Vorstand der Gesellschaft für Freiheitsrechte.

## Werdegang
Markard studierte von 1996 bis 2002 Rechtswissenschaft an der Freien Universität Berlin. Nach dem Ersten Staatsexamen erwarb sie einen Master of Arts in International Peace & Security am King’s College London und war 2007 Visiting Scholar an der Law School der University of Michigan, Ann Arbor. 2010 legte sie die Zweite Staatsprüfung ab; 2011 wurde Markard mit einer Dissertation zu „Herausforderungen an die Flüchtlingskonvention: Gewalt gegen die Zivilbevölkerung in ‚neuen Kriegen‘“ bei Susanne Baer und Christian Tomuschat an der Humboldt-Universität zu Berlin promoviert.
Diese erschien 2012 als Buch und wurde im selben Jahr mit dem Humboldt-Preis der Humboldt-Universität sowie 2013 mit dem Marie Elisabeth Lüders-Wissenschaftspreis ausgezeichnet.
Anschließend war Markard bis 2014 als Wissenschaftliche Mitarbeiterin im Sonderforschungsbereich 597 „Staatlichkeit im Wandel“ unter Andreas Fischer-Lescano an der Universität Bremen tätig. Von 2012 bis 2013 war Markard Research Fellow an der Columbia Law School, im Wintersemester 2013/14 vertrat sie die Professur von Stefan Oeter für Öffentliches Recht an der Universität Hamburg.
Von Dezember 2014 bis Dezember 2019 bekleidete Markard eine Juniorprofessur für Völkerrecht, Öffentliches Recht und Global Constitutionalism an der Universität Hamburg, wo sie ab 2015 auch die Refugee Law Clinic leitete.
Markard bekam 2020 einen Ruf auf eine W3-Professur für Internationales Öffentliches Recht an der Universität Münster.

## Veröffentlichungen (Auswahl)
- Nora Markard: Kriegsflüchtlinge: Gewalt gegen Zivilpersonen in bewaffneten Konflikten als Herausforderung für das Flüchtlingsrecht und den subsidiären Schutz (= Jus Internationale et Europaeum. Nr. 60). Mohr Siebeck, Tübingen 2012, ISBN 978-3-16-151794-5.
- Kerstin Blome, Hannah Franzki, Nora Markard, Andreas Fischer-Lescano, Stefan Oeter (Hrsg.): Contested Regime Collisions: Norm fragmentation in World Society. Cambridge University Press, Cambridge 2016, ISBN 978-1-316-41123-0.
- mit Ronen Steinke. Jura not alone. 12 Ermutigungen, die Welt mit den Mitteln des Rechts zu verändern. Campus Verlag, Frankfurt am Main 2024, ISBN 978-3-593-51850-3.